# Nick Baumgartner
Nick Baumgartner (Iron River, 17 dicembre 1981) è uno snowboarder statunitense specialista nello snowboard cross.
Nel 2011 ha iniziato a dedicarsi anche alle corse con fuoristrada.

## Biografia
Originari di Iron River e specializzato nello snowboard cross Baumgartner ha esordito a livello internazionale l'8 gennaio 2005 in una gara di Nor-Am Cup di snowboard tenutasi a Copper Mountain e conclusa dallo stesso in 10ª posizione. Il 6 marzo successivo ha esordito in Coppa del Mondo, chiudendo al 49º posto la gara di Lake Placid. Il 17 marzo 2007 ha ottenuto il suo primo podio nel massimo circuito, arrivando secondo a Stoneham alle spalle del francese Pierre Vaultier. Ha poi vinto la medaglia di bronzo ai Campionati mondiali di snowboard di Gangwon 2009. Ai Mondiali di Kreischberg 2015 si aggiudica un'altra volta la medaglia di bronzo. In carriera ha preso parte 4 edizioni dei Campionati mondiali, vincendo due medaglie di bronzo, e a cinque dei Giochi olimpici invernali, riuscendo ad aggiudicarsi la medaglia d'oro a Pechino 2022 nello snowboard cross a squadre, in coppia con Lindsey Jacobellis.

## Palmarès

### Olimpiadi
- 1 medaglia:
  - 1 oro (snowboard cross a squadre a Pechino 2022)

### Mondiali
- 3 medaglie:
  - 1 oro (snowboard cross a squadre a Sierra Nevada 2017)
  - 2 bronzi (snowboard cross a Gangwon 2009, snowboard cross a Kreischberg 2015)

### X Games
- 2 medaglie:
  - 1 oro (snowboard cross ad Aspen 2011)
  - 1 argento (snowboard cross ad Aspen 2012)

### Coppa del Mondo
- Miglior piazzamento nella Coppa del Mondo di snowboard cross: 3º nel 2009
- 17 podi:
  - 2 vittorie
  - 5 secondi posti
  - 10 terzi posti

#### Coppa del Mondo - vittorie
| Data             | Luogo       | Paese       | Disciplina |
| ---------------- | ----------- | ----------- | ---------- |
| 1 marzo 2008     | Lake Placid | Stati Uniti | SBX        |
| 17 febbraio 2011 | Stoneham    | Canada      | SBX        |

Legenda:

SBX = snowboard cross